# Mérignies
Mérignies [meʁiɲi] ist eine französische Gemeinde mit 3.476 Einwohnern (Stand: 1. Januar 2022) im Département Nord in der Region Hauts-de-France. Sie gehört zum Arrondissement Lille und zum Kanton Templeuve-en-Pévèle. 

## Geografie
Mérignies liegt an der Marque, etwa 15 Kilometer südlich von Lille und 17 Kilometer nördlich von Douai. Umgeben wird Mérignies von den Nachbargemeinden Pont-à-Marcq im Norden, Templeuve-en-Pévèle im Nordosten, Cappelle-en-Pévèle im Osten, Bersée im Südosten, Mons-en-Pévèle im Süden und Südwesten, Tourmignies im Westen sowie Avelin im Nordwesten.

## Bevölkerungsentwicklung
| Jahr                       | 1962 | 1968 | 1975 | 1982 | 1990 | 1999 | 2016 | 2012 | 2020 |
| Einwohner                  | 787  | 875  | 1077 | 1462 | 1724 | 2055 | 2213 | 2632 | 3289 |
| Quellen: Cassini und INSEE |      |      |      |      |      |      |      |      |      |

## Sehenswürdigkeiten
- Kirche Saint-Amand
- Schloss Rupilly, Monument historique seit 1982
- Schloss Assignies (auf der Grenze zu Tourmignies gelegen, auch Petit Rouge genannt), Monument historique seit 2012
- Schloss Mérignies

## Gemeindepartnerschaft
Mit der britischen Gemeinde Kilmacolm in Schottland besteht seit 2014 eine Gemeindepartnerschaft.